# Balalaica

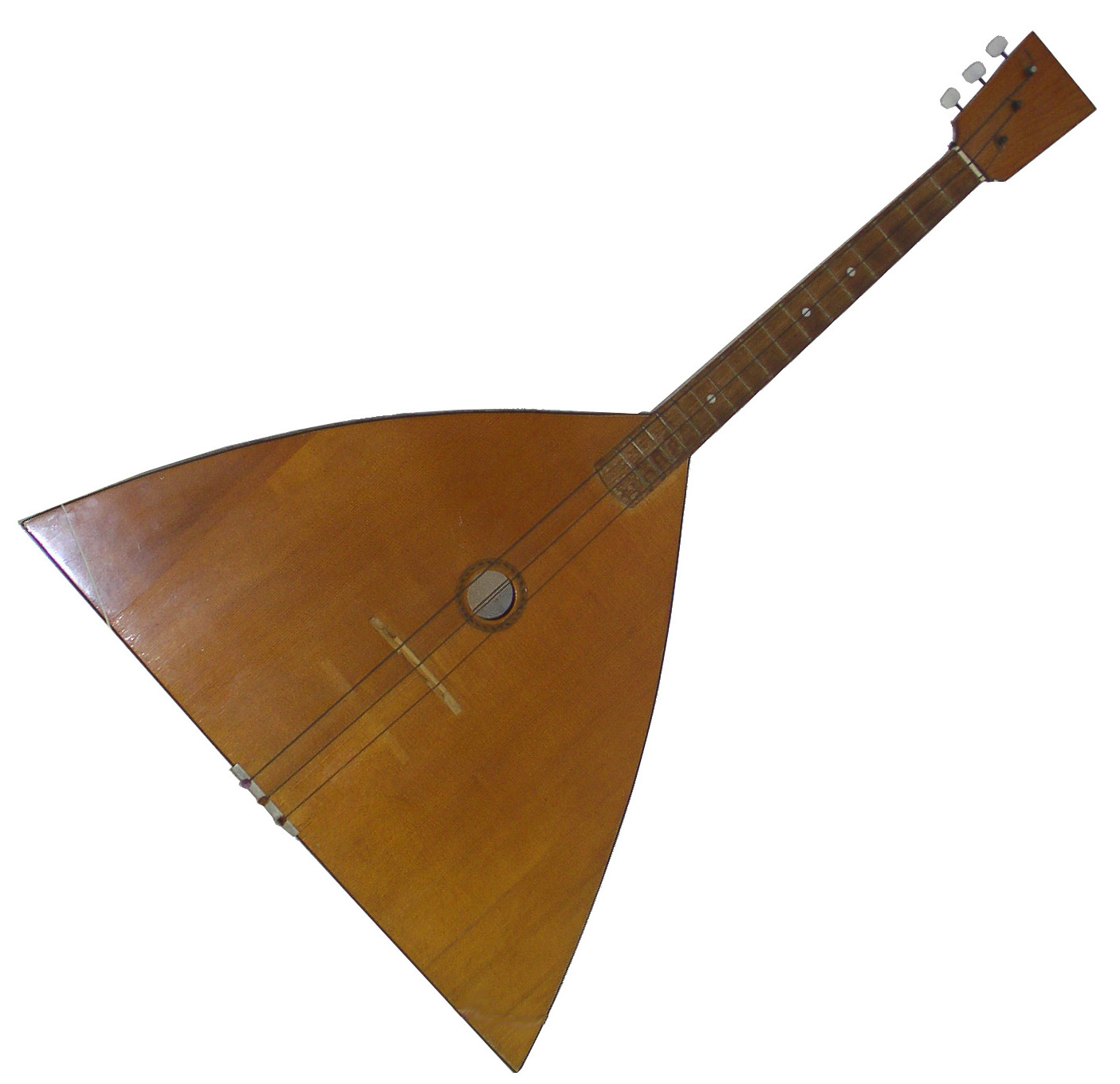
Uma balalaica tenor.

A balalaica (em russo балалайка) é um instrumento musical típico russo de três cordas dedilhadas, de sessenta centímetros (balalaica prima) a um metro e setenta (balalaica baixo) de comprimento, com um corpo triangular (nos séculos XVIII e XIX também oval) levemente curvado e feito de madeira. A balalaica é um dos instrumentos (ao lado do garmon, e, em menor extensão, a jaleica) que são símbolos da música russa. A família da balalaica inclui cinco instrumentos, do mais agudo ao mais grave: a balalaica piccolo (muito rara), a prima balalaica, segunda balalaica, balalaica alto, balalaica baixo e balalaica contrabaixo. A balalaica prima é tocada com os dedos, a segunda e a alto com o dedo ou palheta, dependendo da música a ser tocada, enquanto as balalaicas baixo e contrabaixo (que possuem uma extensão que serve de apoio no chão) são sempre tocadas com uma palheta de couro.

## Etimologia
O nome tem caráter onomatopéico. A raiz da palavra “balalaica”, ou como também é chamada ainda hoje, “balabaica”, também tem relação com verbos antigos do russo que significam “conversar sobre algo sem valor”, “balançar”, o que ressalta o caráter não sério do instrumento.
A primeira menção à balalaica vem de um documento russo do ano de 1688. A palavra entrou para a alta literatura por volta de 1771 em um poema. No mesmo século ela passou a ser largamente usada no ucraniano. A forma “balabaica” é encontrada em dialetos e no bielorrusso.

## Descrição
O corpo é composto de segmentos separados, ponta de um braço longo levemente inclinado para trás. As cordas são de metal (no século XVIII, duas delas eram de tripa; nas balalaicas atuais de náilon ou carbono). No braço das balalaicas atuais há de 16-31 trastes metálicos (até o fim do século XIX eram 5-7 trastes amarrados).
O som é forte, mas suave. Os mais freqüentes toques para a produção de som são: dedilhado, pizzicato, pizzicato duplo, pizzicato único, vibrato, tremolo, fração, toques de guitarra.

## Forma
Até a transformação da balalaica em um instrumento de concerto ao fim do século XIX por Vassili Andreev, ela não possuía uma forma constante e universalmente disseminada. Cada músico afinava o instrumento de acordo com sua maneira própria de executar ou a tradição local.
A forma introduzida por Andreev (duas cordas uníssonas em “mi” e a outra uma quarta acima em “lá”, esquema de afinação similar ao do bandolim e a do cavaquinho) foi preferida para as balalaicas de concerto, e foi chamada de acadêmica. Há também a afinação dita “popular”, com a primeira corda em sol, a segunda em mi e a terceira em dó.
Nas orquestras russas de instrumentos populares atuais geralmente se usam os cinco tipos: a prima, a segunda, a alto, a baixo e a contrabaixo. Apenas a prima é usada em solos, a segunda e a alto são usadas para acompanhamento, enquanto a baixo e a contrabaixo fazem, evidentemente, a função de baixo.

## História
Antes de Andreev, as representações mais antigas da balalaica mostram o instrumento com de duas a seis cordas e lembrando instrumentos orientais. Os trastes eram feitos de tripa de animal e amarrados no braço do instrumento, e podiam ser movidos de acordo com o desejo do músico (similar ao saz turco). No século XIX, ela adquiriu a forma triangular e o braço mais curto do que os seus parentes asiáticos. A balalaica sempre foi muito popular nas pequenas vilas da Rússia, principalmente entre músicos que faziam canções satíricas.
O motivo da forma triangular é controverso. Alguns dizem que a forma representa, junto com o número de cordas, a Santíssima Trindade, mas essa interpretação é complicado, visto que a Igreja Ortodoxa já havia banido o instrumento por causa das músicas que acompanhava, e também porque essa igreja não permite o uso de instrumentos em sua liturgia. Outra hipótese mais verossímil é dada pelo escritor ucraniano Gógol, que em seu romance Almas mortas diz que a balalaica era feita pelos camponeses com abóboras - ao cortar a abóbora em quatro pedaços, a forma natural que obtinham é a da balalaica. Outra ainda é sugerida pelo fato de que, antes do czar Pedro I, os instrumentos eram proibidos na Rússia. Quando o governante os autorizou, os únicos que sabiam trabalhar a madeira eram construtores de barco, e a forma da balalaica lembra a parte frontal de uma embarcação.
Devemos a forma e afinação atual das balalaicas usadas em orquestras de música folclórica a Andreev, que junto com o luthier Ivanov, desenvolveu a forma padrão. Mais tarde, o artesão Paserbsky fez a balalaica com os trastes cromáticos e desenvolveu a família com os tamanhos e afinações análogas às dos instrumentos clássicos da orquestra erudita. Andreev também fez arranjos de várias músicas populares russas e também compôs músicas próprias para as orquestras de balalaicas, formadas com outros instrumentos populares também. Essas orquestras se tornaram muito populares durante a revolução socialista, que as disseminou muito devido ao seu caráter progressista e sua ligação à cultura popular do camponês.
O interesse para a balalaica fora da Rússia só começou muito depois da época de Andreev, no século XX. Orquestras de balalaica foram montadas nos EUA e no resto da Europa, em especial na Finlândia e outros países escandinavos. Uma banda de rock muito popular, Jethro Tull, usou o instrumento em duas de suas músicas do álbum Stand Up.

## Algunsvirtuosido instrumento
- Vassili Vassilievitch Andreev – nascido em 15 de janeiro de 1861, morto em 26 de dezembro de 1918, russo;
- Alexey Vitalevitch Arkhpovsky – nascido em 15 de maio de 1969, russo;
- Dmitri Gennadevitch Belinsky – nascido em 31 de maio de 1963, russo;
- Valery Anatolevitch Eltchik – nascido em 19 de setembro de 1959, russo.